# Friedrich-Ebert-Schule (Hanau)
Die Friedrich-Ebert-Schule ist eine Grundschule im Stadtteil Klein-Auheim in Hanau. In der Grundschule werden 300 Schüler von 15 Lehrern unterrichtet.

## Geschichte
Die Friedrich-Ebert-Schule entstand 1910 als Volksschule. Damit konnten die Klein-Auheimer erstmals eine Schule im eigenen Ort besuchen und waren nicht länger auf die Schulen in den Nachbarorten angewiesen. Baulich wurde die Schule mehrfach erweitert. Nach dem Zweiten Weltkrieg wurde sie zu Ehren des ersten Reichspräsidenten der Weimarer Republik, Friedrich Ebert, nach ihm benannt. Mit der Schulreform wurde aus der Volksschule zunächst eine Grund- und Hauptschule. 1991 wurde der Hauptschulzweig aufgegeben. Seitdem ist die Friedrich-Ebert-Schule eine reine Grundschule.

## Gebäude
Das Schulgebäude ist dem niederländischen Barock nachempfunden und wird durch ein hohes Walmdach geprägt. 1914 entstand auf der Westseite des Schulgebäudes ein rechtwinkliger Erweiterungsbau. 20 Jahre später, in den Jahren 1939/40, entstand ein entsprechender Erweiterungsbau auf der Ostseite. 1960 und 1962 wurde als Verlängerung des Erweiterungsbaus auf der Westseite eine Turnhalle angebaut.
Die Friedrich-Ebert-Schule ist ein Kulturdenkmal nach dem Hessischen Denkmalschutzgesetz.